# Donje Mrzlo Polje Mrežničko
Donje Mrzlo Polje Mrežničko – wieś w Chorwacji, w żupanii karlowackiej, w mieście Duga Resa. W 2011 roku liczyła 512 mieszkańców.